# Metkrokssjögurka
Metkrokssjögurka (Cucumaria elongata) är en sjögurkeart som först beskrevs av Magnus Wilhelm von Düben och Johan Koren 1846.  I den svenska databasen Dyntaxa används istället namnet Trachythyone elongata. Enligt Catalogue of Life ingår Metkrokssjögurka i släktet Cucumaria och familjen korvsjögurkor, men enligt Dyntaxa är tillhörigheten istället släktet Trachythyone och familjen korvsjögurkor. Arten är reproducerande i Sverige. Inga underarter finns listade i Catalogue of Life.